# Consenvoye
Consenvoye település Franciaországban, Meuse megyében. Lakosainak száma 290 fő (2022. január 1.). Consenvoye Wavrille, Brabant-sur-Meuse, Dannevoux, Étraye, Forges-sur-Meuse, Gercourt-et-Drillancourt, Haumont-près-Samogneux, Moirey-Flabas-Crépion, Réville-aux-Bois és Sivry-sur-Meuse községekkel határos. A település közelében található egy első világháborús német katonai temető.

## Népesség
A település népességének változása:
| Lakosok száma | 364  | 280  | 280  | 284  | 304  | 304  | 307  | 309  | 308  | 290  |
|               | 1968 | 1982 | 1990 | 2006 | 2013 | 2015 | 2017 | 2019 | 2020 | 2022 |